# Slovenië op de Olympische Zomerspelen 1996
Slovenië nam deel aan de Olympische Zomerspelen 1996 in Atlanta, Verenigde Staten. De voormalige Joegoslavische republiek eindigde op de 55ste plaats in het medailleklassement dankzij twee zilveren medailles.

## Medailleoverzicht
| Sport     | Olympiër        | Onderdeel       | Medaille |
| --------- | --------------- | --------------- | -------- |
| Atletiek  | Brigita Bukovec | 100m horden (v) | Zilver   |
| Kanovaren | Andraž Vehovar  | K-1 slalom (m)  | Zilver   |

## Deelnemers en resultaten
(m) = mannen, (v) = vrouwen, (g) = gemengd

### Atletiek
| Olympiër          | Discipline       | Resultaat | Prestatie                                                                                             |
| ----------------- | ---------------- | --------- | --- |
| Miro Kocuvan      | 400m horden (m)  | 25e       | serie 2: 5de in 49,66                                                                                 |
| Gregor Cankar     | verspringen (m)  | 6e        | kwalificatie groep A: 5de met 8,00m finale: 6de met 8,11m                                             |
| Igor Primc        | discuswerpen (m) | 24e       | kwalificatie groep A: 14de met 59,12m                                                                 |
|                   |                  |           | |
| Jerneja Perc      | 100m (v)         | 38e       | serie 5: 6de in 11,63                                                                                 |
| Alenka Bikar      | 200m (v)         | 13e       | serie 6: 3de in 22,88 kwartfinale 4: 4de in 22,89 halve finale 2: 7de in 22,82                        |
| Brigita Bukovec   | 100m horden (v)  | Zilver    | serie 5: 1ste in 12,72 kwartfinale 1: 1ste in 12,66 halve finale 1: 2de in 12,63 finale: 2de in 12,59 |
| Helena Javornik   | marathon (v)     | 53e       | 2:46.58                                                                                               |
| Ksenija Predikaka | verspringen (v)  | 21e       | kwalificatie groep A: 15de met 6,37m                                                                  |
| Britta Bilač      | hoogspringen (v) | 9e        | kwalificatie groep B: 5de met 1,93m finale: 9de met 1,93m                                             |
| Renata Strašek    | speerwerpen (v)  | 21e       | kwalificatie groep A: 12de met 57,04m                                                                 |

### Boogschieten
| Olympiër                                        | Discipline      | Resultaat | Prestatie |
| ----------------------------------------------- | --------------- | --------- | --- |
| Peter Koprivnikar                               | individueel (m) | 54e       | plaatsingsronde: 54ste met 652 punten 1ste ronde: V van IRL Hanlon: 151-155                                                                                       |
| Matevž Krumpeštar                               | individueel (m) | 64e       | plaatsingsronde: 64ste met 643 punten 1ste ronde: V van USA Johnson: 140-158                                                                                      |
| Samo Medved                                     | individueel (m) | 14e       | plaatsingsronde: 14de met 656 punten 1ste ronde: W van UKR Yatsenko: 161-150 2de ronde: W van FIN Lipponen: 161-161 (9-8) 3de ronde: V van BEL Vermeiren: 159-161 |
| Peter Koprivnikar Matevž Krumpeštar Samo Medved | team (m)        | 5e        | plaatsingsronde: 8ste met 1951 punten 1ste ronde: W van Rusland: 242-241 kwartfinale: V van Zuid-Korea: 239-251                                                   |

### Kanovaren
| Olympiër       | Discipline | Resultaat | Prestatie                                       |
| Slalom         | Slalom     | Slalom    | Slalom                                          |
| -------------- | ---------- | --------- | ----------------------------------------------- |
| Simon Hočevar  | C-1 (m)    | 28e       | run 1: 26ste met 252,90 run 2: 25ste met 231,00 |
| Gregor Terdić  | C-1 (m)    | 24e       | run 1: 22ste met 187,79 run 2: 21ste met 199,08 |
| Jernej Abramič | K-1 (m)    | 7e        | run 1: 12de met 156,59 run 2: 5de met 145,81    |
| Fedja Marušić  | K-1 (m)    | 26e       | run 1: 16de met 155,70 run 2: 10de met 158,24   |
| Andraž Vehovar | K-1 (m)    | Zilver    | run 1: 4de met 145,38 run 2: 1ste met 141,65    |

### Roeien
| Olympiër                                              | Discipline      | Resultaat | Prestatie                                                                                                   |
| ----------------------------------------------------- | --------------- | --------- | --- |
| Iztok Čop                                             | skiff (m)       | 4e        | serie 1: 2de in 7.32,69 herkansingen: 1ste in 7.41,83 halve finale 2: 2de in 7.15,07 finale: 4de in 6.51,71 |
| Luka Špik Erik Tul                                    | dubbel-twee (m) | 14e       | serie 2: 4de in 7.02,48 herkansingen: 4de in 7.06,06 re-race: 3de in 6.56,43 finale C: 2de in 6.43,55       |
| Milan Janša Jani Klemenčič Sadik Mujkič Denis Žvegelj | vier-zonder (m) | 4e        | serie 3: 3de in 6.15,86 halve finale 2: 3de in 6.13,14 finale: 4de in 6.07,87                               |

### Schietsport
| Olympiër        | Discipline                 | Resultaat | Prestatie                                                                          |
| --------------- | -------------------------- | --------- | ---------------------------------------------------------------------------------- |
| Rajmond Debevec | 10m luchtgeweer (m)        | 6e        | kwalificatie: 4de met 591 punten (98-98-98-98-99-100) finale: 6de met 692,1 punten |
| Rajmond Debevec | 50m geweer 3 houdingen (m) | 9e        | kwalificatie: 9de met 1166 punten (397-388-381)                                    |
| Rajmond Debevec | 50m geweer liggend (m)     | 9e        | kwalificatie: 9de met 596 punten (100-100-99-100-99-98)                            |

### Wielersport
| Olympiër        | Discipline       | Resultaat | Prestatie |
| Slalom          | Slalom           | Slalom    | Slalom    |
| --------------- | ---------------- | --------- | --------- |
| Robert Pintarič | tijdrit (m)      | 32e       | 1:12.35   |
| Robert Pintarič | wegwedstrijd (m) | 70e       | 4:56.08   |

### Zeilen
| Olympiër                | Discipline | Resultaat | Prestatie                                       |
| ----------------------- | ---------- | --------- | ----------------------------------------------- |
| Tomaž Čopi Mitja Margon | 470 (m)    | 14e       | 116,0 punten: (14-20-13-11-8-PMS-16-17-5-25-10) |
|                         |            |           |                                                 |
| Vesna Dekleva           | europe (v) | 18e       | 114,0 punten: (17-21-11-21-17-21-5-10-6-15-12)  |
| Alenka Orel Janja Orel  | 470 (v)    | 18e       | 143,0 punten: (20-21-17-14-20-19-13-21-7-15-18) |

### Zwemmen
| Olympiër       | Discipline           | Resultaat | Prestatie                    |
| -------------- | -------------------- | --------- | ---------------------------- |
| Jure Bučar     | 200m vrije slag (m)  | 34e       | serie 2: 2de in 1.54,75      |
| Jure Bučar     | 400m vrije slag (m)  | 20e       | serie 3: 7de in 3.57,36      |
| Igor Majcen    | 1500m vrije slag (m) | 28e       | serie 4: 8ste in 16.10,81    |
| Peter Mankoč   | 100m vlinderslag (m) | 36e       | serie 5: 7de in 55,59        |
| Peter Mankoč   | 200m wisselslag (m)  | DSQ       | serie 3: gediskwalificeerd   |
|                |                      |           |                              |
| Metka Sparavec | 50m vrije slag (v)   | 25e       | serie 4: 5de in 26,43        |
| Metka Sparavec | 100m vrije slag (v)  | 28e       | serie 3: 4de in 57,66        |
| Alenka Kejžar  | 200m schoolslag (v)  | 20e       | serie 3: 1ste in 2.33,34     |
| Alenka Kejžar  | 200m wisselslag (v)  | 19e       | serie 3: 3de in 2.18,39 (NR) |

Afghanistan · Albanië · Algerije · Amerikaanse Maagdeneilanden · Amerikaans-Samoa · Andorra · Angola · Antigua‑Barbuda · Argentinië · Armenië · Aruba · Australië · Azerbeidzjan · Bahama's · Bahrein · Bangladesh · Barbados · België · Belize · Benin · Bermuda · Bhutan · Bolivia · Bosnië en Herzegovina · Botswana · Brazilië · Britse Maagdeneilanden · Brunei · Bulgarije · Burkina Faso · Burundi · Cambodja · Canada · Centraal-Afrikaanse Republiek · Chili · China · Chinees Taipei · Colombia · Comoren · Congo-Brazzaville · Cookeilanden · Costa Rica · Cuba · Cyprus · Denemarken · Djibouti · Dominica · Dominicaanse Republiek · Duitsland · Ecuador · Egypte · El Salvador · Equatoriaal-Guinea · Estland · Ethiopië · Fiji · Filipijnen · Finland · Frankrijk · Gabon · Gambia · Georgië · Ghana · Grenada · Griekenland · Groot-Brittannië · Guam · Guatemala · Guinee · Guinee-Bissau · Guyana · Haïti · Honduras · Hongarije · Hongkong · Ierland · IJsland · India · Indonesië · Irak · Iran · Israël · Italië · Ivoorkust · Jamaica · Japan · Jemen · Joegoslavië · Jordanië · Kaaimaneilanden · Kaapverdië · Kameroen · Kazachstan · Kenia · Kirgizië · Koeweit · Kroatië · Laos · Lesotho · Letland · Libanon · Liberia · Libië · Liechtenstein · Litouwen · Luxemburg ·  Macedonië · Madagaskar · Malawi · Malediven · Maleisië · Mali · Malta · Marokko · Mauritanië · Mauritius · Mexico · Moldavië · Monaco · Mongolië · Mozambique · Myanmar · Namibië · Nauru · Nederland · Nederlandse Antillen · Nepal · Nicaragua · Nieuw-Zeeland · Niger · Nigeria · Noord-Korea · Noorwegen · Oeganda · Oekraïne · Oezbekistan · Oman · Oostenrijk · Pakistan · Palestina · Panama · Papoea-Nieuw-Guinea · Paraguay · Peru · Polen · Portugal · Puerto Rico · Qatar · Roemenië · Rusland · Rwanda · Saint Kitts en Nevis · Saint Lucia · Saint Vincent en Grenadines · Salomonseilanden · Samoa · San Marino · Sao Tomé en Principe · Saoedi-Arabië · Senegal · Seychellen · Sierra Leone · Singapore · Slovenië · Slowakije · Soedan · Somalië · Spanje · Sri Lanka · Suriname · Swaziland · Syrië · Tadzjikistan · Tanzania · Thailand · Togo · Tonga · Trinidad en Tobago · Tsjaad · Tsjechië · Tunesië · Turkije · Turkmenistan · Uruguay · Vanuatu · Venezuela · Verenigde Arabische Emiraten · Verenigde Staten · Vietnam · Wit-Rusland · Zaïre · Zambia · Zimbabwe · Zuid-Afrika · Zuid-Korea · Zweden · Zwitserland